# Stardust (film 1937)
Stardust è un film del 1937 diretto da Melville W. Brown, uscito nelle sale il 25 marzo 1938.